# Chahamana's

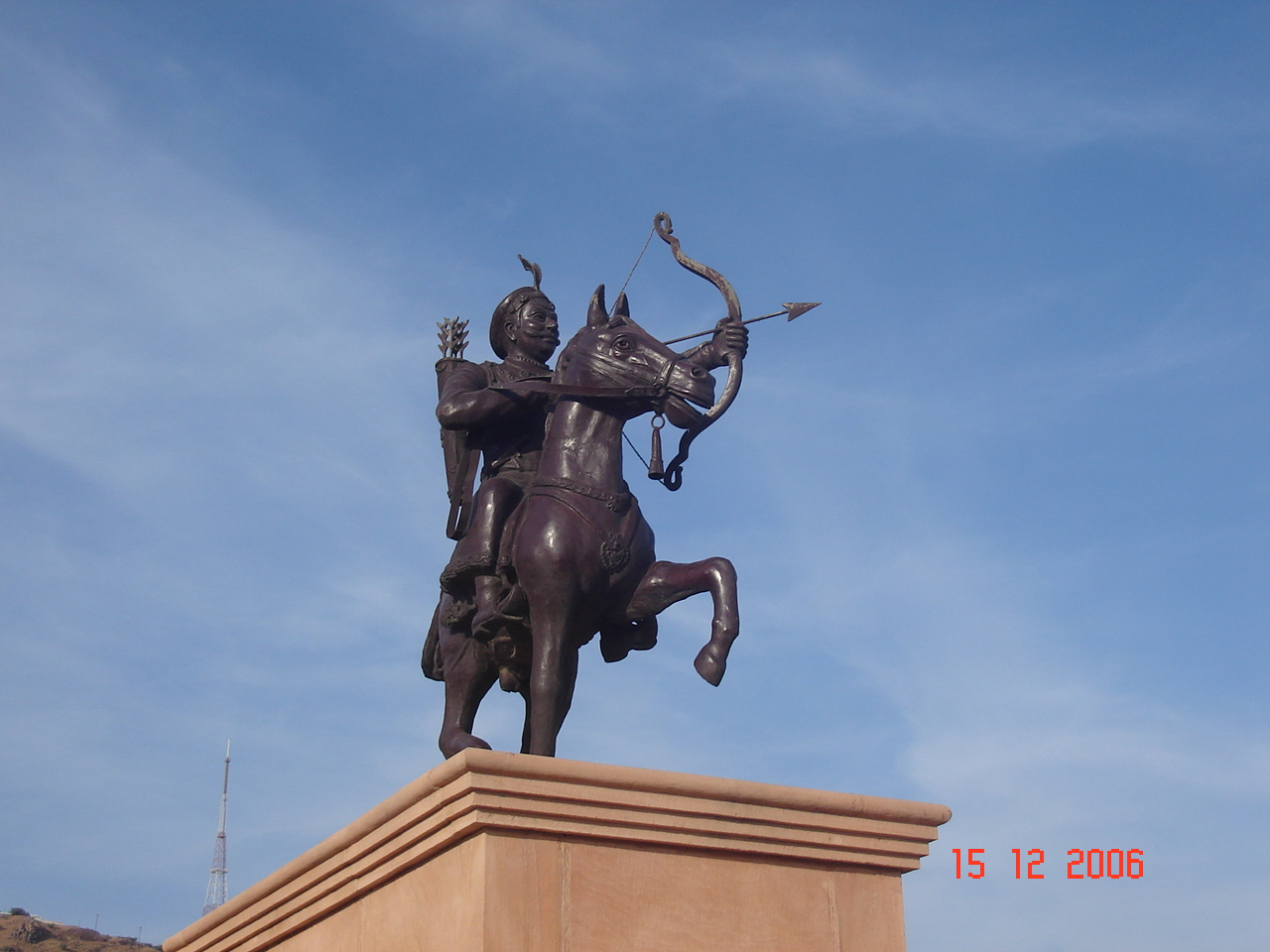
Prithviraj Chauhan

De Chahamana's of Chauhans zijn een stam van Rajputs uit het oosten van Rajasthan. Van de stam zijn enkele dynastieën van heersers bekend, waarvan de machtigste in de 12e eeuw over Ajmer en Jodhpur heersten.
Waarschijnlijk waren de eerste Rajputs afstammelingen van nomadische groepen uit Centraal-Azië die in het kielzog van de invasie van de Hunnen in de 6e eeuw op het Indisch Subcontinent arriveerden. Net als eerdere prominente Rajputs, zoals de Gurjara-Pratihara's van Kannauj en de Paramara's van Malwa, beweerden de Chahamana's de kshattriyakaste (de kaste van krijgers en heersers) te hebben verworven bij een groot vuuroffer op de top van de berg Abu. Dit brahmanistische ritueel zou in het jaar 747 hebben plaatsgevonden. Brahmaanse priesters fabriceerden voor de Rajputs afstammingen van Indische vorsten uit de Vedische Tijd, om hun opname in de kshattriyakaste te bekrachtigen. Vier belangrijke Rajputfamilies beweerden Agnivansha te zijn, afstammelingen van de vuurgod Agni.
De Chahamana's waren afkomstig uit de regio rond Sambhar, ten oosten van Ajmer. Ze waren oorspronkelijk vazallen van de Gurjara-Pratihara's, maar raakten onafhankelijk door de geleidelijke afname van de macht van de laatsten in de 10e eeuw. Aan het begin van de 12e eeuw stichtte een van de Chahamanaleiders, Ajaya Pal Chauhan, de stad Ajmer. Een van zijn opvolgers, Vigraha Raja (stierf rond 1165), wist een groot rijk te veroveren dat het noorden van Rajasthan en oosten van de Punjab besloeg. Diens kleinzoon Prithviraj Chauhan (1177-1192) smeedde een coalitie van Rajputheersers om de dreiging van Muhammad Ghowri, een Afghaanse veldheer die de Punjab had onderworpen, het hoofd te bieden. Prithviraj wordt door hedendaagse hindoenationalisten als een held beschouwd die de onderling strijdende Rajputstammen wist te verenigen. Ghowri versloeg de Rajputs echter in 1192 in de Tweede Slag bij Tarain, wat het begin betekende van eeuwenlange islamitische overheersing van het noorden van India. Prithviraj Chauhan werd na afloop van de slag ter dood gebracht.
Dit betekende niet het einde van de dynastie, omdat Muhammad Ghowri in Ajmer een lid van de familie als zijn vazal aanstelde. Enkele Chahamana-Rajputheersers boden in latere eeuwen verzet tegen de sultans van Delhi, zoals Hammir Dev Chauhan (1282-1301), die radja van Ranthambore was. Tot in de 20e eeuw werden in Rajasthan vorstenstaten geregeerd door families die claimden van de middeleeuwse Chahamana's af te stammen.